# コルネリアス・ルッツ
 コルネリアス・ルッツ（Cornelius Lutz）は、田中芳樹のSF小説（スペース・オペラ）『銀河英雄伝説』の登場人物。銀河帝国側の主要人物。
作中での呼称は「ルッツ」。

## 概要
ローエングラム陣営の主要提督の一人。射撃の名手。乗艦はスキールニル（OVA）、ヘルズブレイズ（Die Neue These）。
本編での初登場はラインハルトの元帥府開設に伴う登用から（第1巻）。原作外伝には登場しないが、OVA外伝の『決闘者』に登場しており、正史とすればこれが時系列上の初登場となる。

## 略歴
時系列上の初登場はOVA外伝の『決闘者』で当時少佐。銃の名手として反動のある旧式の火薬式銃に不慣れな当時大尉のラインハルトにアドバイスを行う役として登場する。
ラインハルトが元帥府を開設した当初より従う古参の提督。道原版の漫画では元帥府に登用された中将のうち最初に名前をあげられている。同盟軍の帝国領侵攻作戦の折ボルンソン星系でボロディン中将指揮の第十二艦隊を急襲。旗艦と護衛艦、わずか8隻になるまで撃ち減らす。アムリッツァ会戦ではキルヒアイス率いる別働隊として、ワーレンと共に同盟艦隊の背後を衝く働きを見せる。リップシュタット戦役では引き続きワーレンと共にキルヒアイスの指揮の下、辺境制圧に従事した。ラインハルトが帝国の支配権を獲得すると大将に昇進。ラグナロック作戦ではロイエンタールの指揮の下、イゼルローン攻略戦に参加するなど、主に別働隊の副将として活躍する。この時は、不和になりがちなロイエンタールとレンネンカンプの間を取り持った。
ラグナロック作戦以後はイゼルローン要塞の防衛を任される。ローエングラム王朝時に上級大将に昇進。ヤンが立案したイゼルローン再奪取作戦で敗退、要塞を失う。降格は無かったがフェザーン警備司令官に左遷される。
フェザーンでの爆弾テロで負傷する。それに関連したラングの動向に不安を感じ、ケスラーにラングの危険性を告げて調査を要請する。新帝国首都がフェザーンに遷都されるに伴い司令官職は帝都防衛司令官のケスラーに移り無任所となる。ケスラーの調査が仕上がる前にラインハルトが新領土行幸を発令、無任所である事と妹に会いに行くことを口実に随員となりフェザーンを離れる。旧同盟領・ガンダルヴァ星系の惑星ウルヴァシーで襲撃されたラインハルト達を逃がす為に一人盾となり銃撃戦を繰り広げ、ブリュンヒルト離陸までの時間を稼ぐが衆寡敵せず被弾・死亡した（ウルヴァシー事件）。なお、藤崎竜コミカライズ版ではブリュンヒルト離陸後も2日にわたって遊撃戦を繰り広げ、火災に巻き込まれて焼死したとされる。
死後ラインハルトは「（死なずに生きて元帥杖を頂くという）約束を破った罰だ。」と言い放ち、元帥号を授けた。また、ルッツの死を知ったロイエンタールは、それによって退路を絶たれたと記述されている。

## 能力
有能な艦隊司令官であり、アムリッツァ会戦/リップシュタット戦役と続けて功績を挙げている。ラグナロック作戦では、ロイエンタールの作戦の下実戦レベルでタイミングを見極め、イゼルローン駐留艦隊をおびき寄せてトゥールハンマーを使用不能にさせるなど、練達した指揮能力を示している（敵味方の混戦に持ち込み、トゥールハンマーを使用不能にする戦法は、第5次イゼルローン要塞攻防戦において、当時の同盟軍宇宙艦隊司令長官シドニー・シトレ大将が用いたのが最初。以降、多くの提督がこれに倣っているが、敵対する側も当然予想して対処を行うため、実行は難しい）。
キルヒアイスと並んで射撃の腕が卓越しているとされているが、作中での描写は乏しく、ウルヴァシーでラインハルト一行を逃がす盾となって追撃隊を相手に銃撃戦を演じるのが、ほぼ唯一の描写となっている。この時は数人を撃退しているも、数の不利を覆す事はかなわず射殺された。OVAにおいては前述の通り、火薬式の銃の撃ち方についてラインハルトにアドバイスする描写が追加された。

## 人柄
普段は温和な性格だが、ワーレンと同様、元上官だったキルヒアイスを死なせたオーベルシュタインに対する嫌悪と憎悪は隠しきれず、ガイエスブルクの会議の席上で怒りをぶちまけたり、爆弾テロで負傷した後も、心にも無い弔辞を読んでやる予定だからオーベルシュタインより先には死なない、という発言をしている。興奮すると瞳の色が藤色の彩りを帯びる事から「ポーカーするときにサングラスが必要な男（ビッテンフェルト評）」とも呼ばれている。
僚友からの信頼も厚くロイエンタールとレンネンカンプがいい争った時もルッツが仲裁に入るとロイエンタールは「非礼は詫びる」と語気を和らげ、レンネンカンプも大人しく引き下がっている。
死ぬ間際自分が盾になると申し出たミュラーに対しても年長者の言う事は聞くものだと諭して逃がすなど、ラインハルトへの忠誠や自分の分をわきまえたその態度を示した。上述の元帥に叙する際のラインハルトの台詞や、OVAにおいてラングの行動をケスラーに調査させていた事を後々知り、（ロイエンタールを叛逆させてしまった事を含め）「余を最後まで信じていたのだな」「余は愚かであった」との発言からもうかがえるように、その死がラインハルトに与えた落胆と喪失感が大きい人物であった。

## 家族
独身。ただしフェザーンでの爆弾テロに於いて負傷した際、看護婦のクララと知り合い、婚約していた。彼女は後に、従軍看護婦育成の為に設立された奨学金「ルッツ基金」の運営メンバーに参加する（ラインハルトが支給しようとした年金を彼女が断った事に対する代案としてヒルダが提案した）。
親族では、実の妹がおり、その夫のユリウス・エルスハイマーはロイエンタールのもとで新領土の民事長官を務めている。

## 声優
- 堀勝之祐（OVA）
- 野島裕史（Die Neue These）[1]

## その他
- アニメ版における作画モデルはハリソン・フォード（「ロマンアルバム」中の設定解説において）。